# Vychucholové
Vychucholové (Desmanini) jsou drobní hmyzožravci příbuzní krtkům. Jsou známy pouze dva druhy, oba žijí v Evropě: vychuchol pyrenejský na Pyrenejském poloostrově a větší vychuchol povolžský v povodí Volhy a Donu. Živí se bezobratlými a drobnými obratlovci, které loví ve vodě. V pohybu ve vodě jim pomáhají plovací blány. Mají dlouhý chobotovitý rypák, kterým ohmatávají okolní předměty i potravu. Ocas mají v průřezu kulatý, na konci zploštělý, na spodní straně má pižmovou žlázu. Oba druhy jsou přísně chráněné podle Bernské úmluvy. Vychuchol povolžský se také loví a pěstuje na farmách pro kvalitní kožešinu. Může být i 40 a více cm dlouhý.
Vychuchol pyrenejský je někdy řazen do rodu Desmana jako Desmana pyrenaica.